# Gnaphalopoda kraussi
Gnaphalopoda kraussi är en skalbaggsart som beskrevs av Renaud Maurice Adrien Paulian 1991. Gnaphalopoda kraussi ingår i släktet Gnaphalopoda och familjen Melolonthidae. Inga underarter finns listade i Catalogue of Life.